# Nuottisaari (ö i Kajanaland, Kajana, lat 64,08, long 26,87)
Nuottisaari är en ö i Finland. Den ligger i sjön Saaresjärvi och i kommunen Kajana i den ekonomiska regionen  Kajana ekonomiska region  och landskapet Kajanaland, i den centrala delen av landet, 400 km norr om huvudstaden Helsingfors. Öns area är 2,4 hektar och dess största längd är 210 meter i sydöst-nordvästlig riktning.